# 曹炳
曹炳（1902年—1937年10月），字虎符。山西省太平縣（汾城縣）汾城鎮西疙塔村人。他為抗日戰爭期間陣亡的中國軍方高級將領之一。

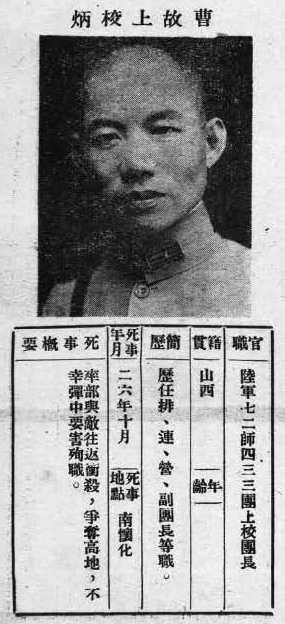
《抗戰軍人忠烈錄》（第一輯）中的曹炳烈士遺像

## 生平[1][2]
農民家庭出身，幼年喪父，靠寡母撫養成人。16歲在汾城縣立第一高小畢業。17歲在本縣車回東村任小學教員，後在縣政府任錄事。適遇太原「山西學兵團」（斌業學校）在縣招生，即投筆從戎。因他身材矮小，體格不合標準，當時汾城縣縣長紀澤蒲不讓報名。他氣憤地說： 「我身雖不滿五尺，而心雄萬夫。」紀縣長念其壯志可嘉，就保送入伍。他到太原學兵團後，司長榮鴻臚仍以其體格不夠標準，不予錄取。他仍以：「身雖不滿五尺，而心雄萬夫」之詞答覆，才被錄取。學兵團畢業後，當時學兵團改為北方軍官學校，分配到晉軍六十一軍七十二師二一七旅四三二團任見習排長。後遞升為連長，三營營長，繼又升任四三三團上校團長。他任營長期間，駐防離石縣，曾多次用自己的薪俸資助該縣中學的貧苦學生。又捐款數百元資助太原汾城會館，博得鄉里好評。
1937年，出發赴南口前線。同日寇精銳交鋒，屢挫敵鋒。八月奉令開赴察哈爾省懷來縣。抵禦向西進犯之敵。不幸胸部中彈七發．於農曆九月十五日壯烈殉國。遺體運回太原陸軍醫院裝殮時。他的白色內衣被血染成了紅衫。醫務人員為給曹團長脫掉血衣，用酒精沖洗到黎明。後派汽車送往原籍汾城縣城安葬。汾城縣政府、縣犧盟會在城內城隍廟召開了各界人士一千多人參加的追悼會。曹炳團長生於1902年，犧性時享年三十六歲。